# Ratscha-Letschchumi und Niederswanetien
Ratscha-Letschchumi und Niederswanetien (georgisch რაჭა-ლეჩხუმი და ქვემო სვანეთი, Ratscha-Letschchumi da Kwemo Swaneti; vollständig რაჭა-ლეჩხუმისა და ქვემო სვანეთის მხარე, Ratscha-Letschchumissa da Kwemo Swanetis Mchare) ist eine Verwaltungsregion im Nordwesten Georgiens. Sie grenzt im Norden an Russland und umfasst die historischen Landschaften Ratscha und Letschchumi sowie den südlichen Teil Swanetiens, Niederswanetien (Kwemo Swaneti). Die Region umfasst vier Munizipalitäten (munizipaliteti), benannt nach ihren Verwaltungssitzen Ambrolauri (zugleich Hauptstadt der Region), Lentechi, Oni und Zageri. Die Region ist dünn besiedelt, und die Bevölkerung besteht außer im äußersten Ostteil fast ausschließlich aus Georgiern. Die Einwohnerzahl beträgt 28.500 (Stand: 2021). 2014 zählte die Verwaltungsregion 32.089 Einwohner.
Der östliche Teil der Munizipalität Oni mit der Kleinstadt Kwaissi liegt auf dem Territorium der nach Unabhängigkeit von Georgien strebenden, von einigen Staaten anerkannten Republik Südossetien, die dieses Gebiet als Teil ihres Rajons Dsau verwaltet.
Vor allem die historische Region Ratscha besitzt bedeutende Weinbaugebiete. Internationale Berühmtheit erlangte die einheimische Cuvée Chwantschkara, die nur aus Trauben des gleichnamigen Anbaugebiets im Rionital unterhalb Ambrolauri hergestellt werden darf.

## Bauwerke
Die Kirche Barakoni steht als georgisch-orthodoxes Bauwerk in der Nähe des Dorfes Zesi (Munizipalität Ambrolauri).